# Maria Martins (Radsportlerin)

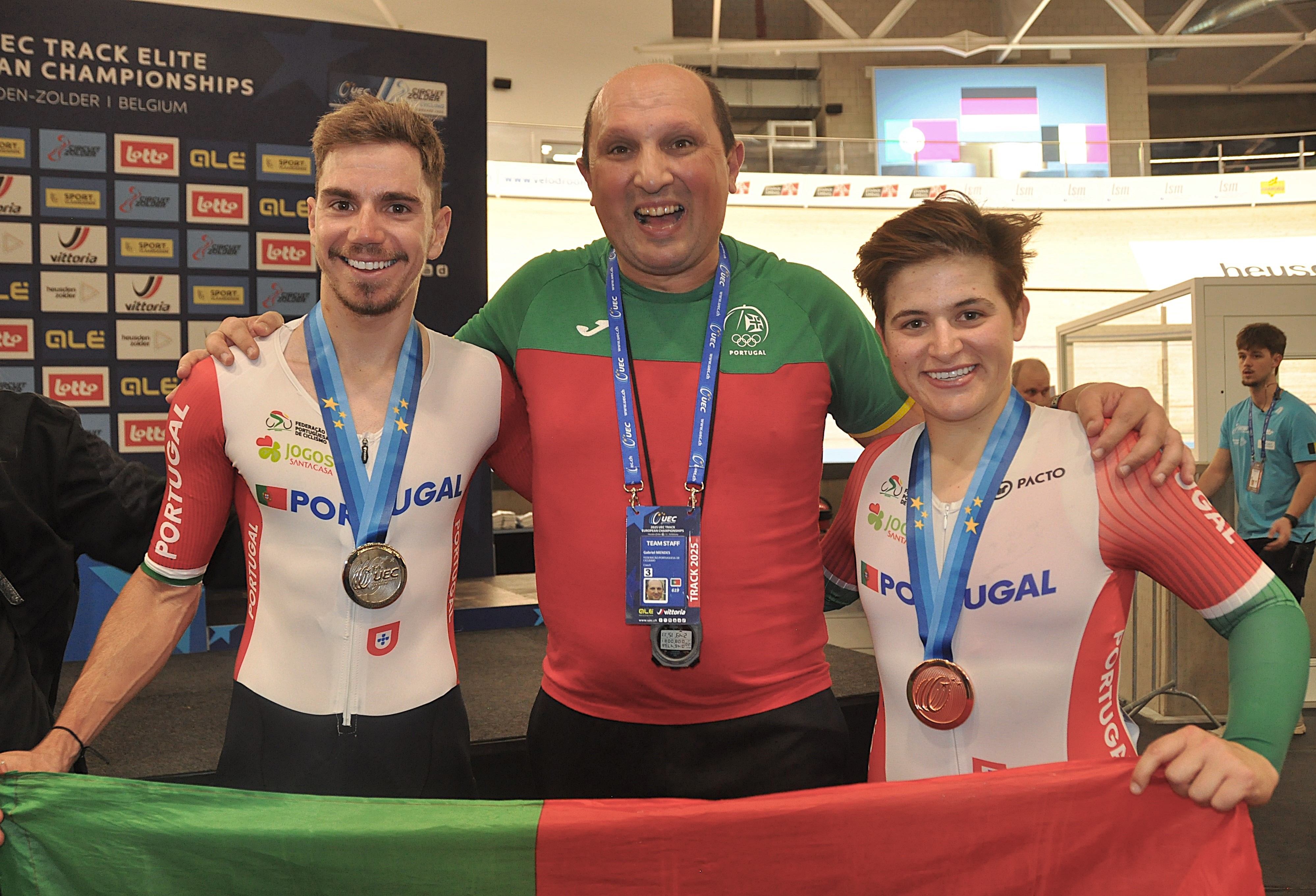
Maria Martins (EM-Bronze im Scratch) mit Betreuer Gabriel Mendes und Rui Oliveira (Silber im Ausscheidungsfahren)

Maria Ribeiro Gomes Martins (* 9. Juli 1999 in Moçarria, Kreis Santarém, Portugal) ist eine portugiesische Radsportlerin, die auf Straße und Bahn Rennen bestreitet. 2019 gewann sie als erste Sportlerin ihres Landes eine Medaille bei Bahn-Europameisterschaften der Elite.

## Sportliche Laufbahn
2016 wurde Maria Martins portugiesische Junioren-Meisterin im Einzelzeitfahren und errang bei den Junioren-Europameisterschaften die Silbermedaille im Scratch. Im Jahr darauf errang sie die nationalen Junioren-Titel in beiden Disziplinen auf der Straße.
In den folgenden Jahren war Martins international besonders auf der Bahn erfolgreich und errang mehrfach nationale Titel auf der Bahn. 2017 wurde sie Vize-Europameisterin der Juniorinnen im Ausscheidungsfahren. 2018 wurde sie bei den U23-Europameisterschaften Dritte im Scratch. 2019 errang sie bei den Bahn-Europameisterschaften der Elite ebenfalls Bronze im Scratch und gewann damit als erste portugiesische Radsportlerin eine Medaille bei Elite-Europameisterschaften auf der Bahn. Im Punktefahren wurde sie Fünfte, im Ausscheidungsfahren Siebte und im Omnium Achte.
2020 wurde Maria Martins in Berlin WM-Dritte im Scratch. Bei den U23-Europameisterschaften im selben Jahr belegte sie Platz zwei im Ausscheidungsfahren und Platz drei im Scratch. Bei den Europameisterschaften 2020 der Elite wurde sie Zweite im Ausscheidungsfahren. 2021 wurde sie bei den Olympischen Spielen in Tokio Siebte im Omnium. Zudem wurde sie portugiesische Straßenmeisterin. 2022 wurde sie bei der WM erneut Dritte im Omnium. 2023 wurde sie Europameisterin im Scratch. 2024 bestritt sie ihre zweiten Olympischen Spiele, wiederum im Omnium, den sie auf dem 14. Platz abschloss.
Nachdem Martin bereits 2023 für eine Saison mit dem Team Fenix-Deceuninck auf der Straße in der UCI Women’s WorldTour aktiv gewesen war, kehrte Martins nach einem Jahr Unterbrechung mit dem Team Canyon SRAM zondacrypto 2025 auf die WorldTour zurück. Zu Beginn der Saison stand sie zunächst wieder auf der Bahn auf dem Podium als Dritte der Europameisterschaften im Scratch.

## Erfolge

### Bahn
2016
- Junioren-Europameisterschaft – Scratch

2017
- Junioren-Europameisterschaft – Ausscheidungsfahren
- Portugiesische Junioren-Meisterin – Einerverfolgung, Punktefahren, Scratch

2018
- U23-Europameisterschaft – Scratch
- Portugiesische Meisterin – Omnium, Punktefahren, Scratch

2019
- Europameisterschaft – Scratch
- Portugiesische Meisterin – Omnium, Punktefahren, Scratch

2020
- Portugiesische Meisterin – Omnium, Punktefahren, Scratch
- Weltmeisterschaft – Scratch
- U23-Europameisterschaft – Ausscheidungsfahren
- U23-Europameisterschaft – Scratch
- Europameisterschaft – Ausscheidungsfahren

2021
- Nations’ Cup in Sankt Petersburg – Ausscheidungsfahren, Omnium
- U23-Europameisterin – Omnium
- U23-Europameisterschaft – Ausscheidungsfahren, Scratch
- Portugiesische Meisterin – Omnium

2022
- Portugiesische Meisterin – Ausscheidungsfahren, Omnium, Scratch
- Weltmeisterschaft – Omnium

2023
- Europameisterin – Scratch
- Portugiesische Meisterin – Ausscheidungsfahren, Omnium, Scratch

2024
- Portugiesische Meisterin – Ausscheidungsfahren, Omnium, Punktefahren, Scratch

2025
- Europameisterschaften – Scratch

### Straße
2016
- Portugiesische Junioren-Meisterin – Einzelzeitfahren

2017
- Portugiesische Junioren-Meisterin – Straßenrennen, Einzelzeitfahren

2021
- Portugiesische Meisterin – Straßenrennen